# Filip Leščak
Filip Leščak (* 13. Dezember 1960 in Maribor) ist ein ehemaliger Judoka, der zweimal für Jugoslawien und einmal für Slowenien an Olympischen Spielen teilnahm. 

## Sportliche Karriere
Der 1,80 m groß Filip Leščak war 1978 jugoslawischer Meister in der Gewichtsklasse bis 65 Kilogramm. 1982, 1983, 1985 und 1986 gewann er im Halbmittelgewicht, der Gewichtsklasse bis 78 Kilogramm. 1991 siegte er im Mittelgewicht bis 86 Kilogramm. Zwischen 1979 und 1991 war er neunmal slowenischer Meister. Nach der Unabhängigkeit Sloweniens gewann er 1992 den slowenischen Titel im Mittelgewicht.
1982 erreichte Leščak bei den Europameisterschaften in Rostock das Halbfinale. Nach Niederlagen gegen den Rumänen Mircea Frățică und den Briten Neil Adams belegte er den fünften Platz. 1983 gewann er eine Bronzemedaille bei den Mittelmeerspielen. Bei den Weltmeisterschaften 1983 in Moskau bezwang er im Viertelfinale Frank Wieneke aus der Bundesrepublik Deutschland. Im Halbfinale unterlag er Neil Adams und im Kampf um eine Bronzemedaille Mircea Frățică. 1984 gewann er bei den Olympischen Spielen in Los Angeles seine ersten vier Kämpfe, sein einziger Ippon-Sieg gelang ihm im Viertelfinale gegen den Türken Süheyl Yesilnur. Im Halbfinale unterlag er Neil Adams mit einer Koka-Wertung, im Kampf um Bronze siegte der Franzose Michel Nowak mit einer Yuko-Wertung.
1986 bei den Europameisterschaften in Belgrad unterlag Leščak im Halbfinale dem Franzosen Marcel Pietri, den Kampf um Bronze verlor er gegen den Polen Waldemar Legień. 1987 gewann er wie 1983 Bronze bei den Mittelmeerspielen. 1988 unterlag er bei den Olympischen Spielen in Seoul in seinem ersten Kampf dem Japaner Hirotaka Okada mit einer Yuko-Wertung. Vier Jahre später trat er bei den Olympischen Spielen in Barcelona für Slowenien im Mittelgewicht an und schied in seinem ersten Kampf gegen den Niederländer Ben Spijkers nach 57 Sekunden aus.